# Kita (Mali)
Kita – miasto w Mali, w regionie Kayes. Według danych szacunkowych na rok 2009 liczy 48 957 mieszkańców. Przez miasto przebiega linia kolejowa łącząca Bamako z Dakarem w Senegalu. W pobliżu Kity znajduje się także góra Kita, na której odkryto prehistoryczne malowidła naskalne.

## Współpraca
- Marly-le-Roi, Francja